# Les Voyages d'Ulysse
Les Voyages d'Ulysse est un album de bande dessinée écrit par Emmanuel Lepage et Sophie Michel, dessiné et mis en couleur par Lepage et René Follet, qui met en scène la quête de Salomé Ziegler, capitaine du navire Odysseus, accompagnée du peintre fictif Jules Toulet. Le livre, comptant 272 pages, est publié en septembre 2016 par l'éditeur Daniel Maghen. L'œuvre obtient un accueil critique positif et reçoit le grand prix de la critique 2017. Il s'agit du second volume d'une trilogie.

## Synopsis
Le récit offre plusieurs temporalités, avec de nombreux flashbacks. Jules Toulet, peintre et voyageur, cherche à s'embarquer depuis Istanbul à la recherche de sa muse, Anna. Il est reçu à bord de l'Odysseus, commandé par Salomé Ziegler. En échange du voyage, Jules doit lui livrer chaque semaine une toile et l'aider à retrouver les œuvres du peintre Ammôn Kasacz, spécialiste réputé de l'antiquité grecque, qu'il connaît.
Au fil des voyages pour acquérir les toiles à Alexandrie, à Gibraltar, à Ithaque, Salomé dévoile sa propre histoire. Née à Santorin, elle a vécu une enfance heureuse avec son père médecin, son frère et surtout sa fantasque mère Athénaïs, qui l'enchantait par ses récits. La famille accueille Ammôn Kasacz, qui entreprend un portrait d'Athénaïs. Au cours d'une de leurs sorties, Athénaïs décède accidentellement. Salomé ne s'entend pas avec la gouvernante engagée par son père. Elle fugue à Athènes, où elle tombe sous la coupe d'une proxénète. Elle est secourue par la magicienne Awa et son frère matelot, Arkis. Revenue chez elle, elle avorte avec l'aide de son père et, pour faire taire les rumeurs, épouse un camarade d'enfance, Vassilios, capitaine de l'Odysseus, qui lui enseigne la navigation.
Lors d'une tempête, Vassilios, gravement blessé à la tête, devient dément. Salomé, enceinte, revient chez son père pour soigner son conjoint et mener à terme sa grossesse, tout en nouant une relation amoureuse avec Phoïbé, bergère et apicultrice à qui elle confie ensuite son fils. Le père de Salomé cherche à convaincre sa fille de rester à terre pour prendre soin de son mari et de son enfant. Salomé, indécise, ne sait pas si elle veut vendre le navire. Lorsqu'elle découvre que l'acheteur potentiel est l'homme qui l'avait violée à Athènes des années plus tôt, dans une poussée de rage elle se jette sur lui, causant accidentellement un incendie qui ravage la demeure familiale. Elle veut retrouver Kasacz pour qu'il refasse un portrait d'Athénaïs afin d'apaiser la douleur de son père.

## Genèse de l'œuvre
Sophie Michel et Emmanuel Lepage ont deux enfants ensemble : Anna et Ulysse. Ils élaborent ensemble un ouvrage, Les voyages d'Anna, publié en 2005, dédié à leur fille aînée. Ensuite, sur un scénario de Michel, Lepage dessine le diptyque Oh les filles !, paru en 2008-2009. Afin de répondre au souhait de leur second enfant, ils créent Les voyages d'Ulysse, dans la continuité des voyages d'Anna. Le nom du navire rappelle celui de leur fils. En parallèle, les deux auteurs proposent également en 2016 un version augmentée du premier volume. 

## Choix artistiques
La scénariste Sophie Michel était chargée d'articuler, dans le récit, les références à l'Odyssée d'Homère, l'itinéraire de Jules mentionné dans le livre paru en 2005 et les illustrations de Follet. En effet, l'album comporte à la fois de la bande dessinée, des pages d'Homère sur quatre encarts de papier calque, des illustrations et des reproductions de dessins anciens. Sophie Michel fait part de son désir d'avoir voulu créer un personnage féminin fort : Salomé, à qui sa mère a enseigné l'égalité des sexes. Salomé refuse les choix imposés aux femmes (prostitution ou mariage) et choisit d'aimer la personne de son cœur, en l'occurrence Phoïbé. Les scènes d'amour entre les deux femmes ont d'ailleurs été retravaillées car la scénariste les trouvait « trop crues ».
Emmanuel Lepage intègre des illustrations de René Follet, « l'un de ses maîtres en dessin », pour lui rendre hommage : son mentor l'avait aidé auparavant sur Muchacho. Lepage emploie le lavis et, pour certains passages, le brou de noix, sur du papier coloré, ainsi que le crayon et la gouache. Les illustrations à l'acrylique de Follet sont, à l'origine, publiées dans un recueil datant de 1971 : Les Grecs. Celles-ci correspondent aux œuvres d'Ammôn Kasacz, objet de la quête de Salomé. À mesure que le livre progresse, les auteurs demandent à Follet de nouvelles illustrations — dont certaines inédites — pour représenter les croquis et les esquisses faits par Kasacz qui apparaissent dans la narration. La réalisation de l'ouvrage a mûri dix ans avant de se concrétiser en dix-huit mois : prévu à l'origine en 30 pages, il en compte 272,.

## Analyse
Pendant plusieurs années, Lepage crée des bandes dessinées de reportage, comme Un printemps à Tchernobyl, Voyage aux îles de la Désolation, La Lune est blanche... Par cet album, Lepage marque son retour aux œuvres de fiction.
Le personnage de Salomé rappelle Ulysse : « voyageant sans cesse pour affronter son destin avant de revenir à bon port ». Dans un univers largement machiste, elle doit se comporter en homme. L'art de la peinture est également le cœur de l'ouvrage. 
L'œuvre comporte de nombreuses allusions à la mythologie grecque, comme le cyclope Polyphème, les divinités Hadès et Poséidon, la magicienne Circé...

## Accueil critique
L'ouvrage est accueilli très favorablement par la critique, tant dans la presse généraliste comme Le Monde, Télérama, Aujourd'hui en France que dans les médias bédéphiles.

### Prix
- 2017 : Grand prix de la critique désigné par l'ACBD[1].

## Postérité
En 2019 paraît le troisième tome de la trilogie, Les voyages de Jules.

#### Chroniques
- Cédric Pietralunga, « Le voyage lumineux d'Emmanuel Lepage », lemonde.fr,‎ 10 novembre 2016 (lire en ligne).
- F.Houriez, « Les voyages d'Ulysse », sur BD Gest', 3 novembre 2016.
- Michel Troadec, « Les extraordinaires voyages de Lepage », Ouest-France,‎ 22 octobre 2016.
- Marcel Quiviger, « Les voyages d'Ulysse », Le Télégramme,‎ 23 octobre 2016.
- Fabien Deglise, « Grand Prix de la critique 2017 - Épopée romanesque dans l'art et la lumière », Le Devoir,‎ 3 décembre 2016.
- Benoît Cassel, « Les voyages d'Ulysse », sur Planète BD, 18 novembre 2016.
- Éric Guillaud, « Les voyages d’Ulysse : une odyssée maritime et picturale d’Emmanuel Lepage, Sophie Michel et René Follet aux éditions Maghen », sur france3-regions.blog.francetvinfo.fr, 22 octobre 2016.
- Laurence Le Saux, « Les Voyages d’Ulysse », sur BoDoï, 28 novembre 2016.
- Mathieu Quintard, « Les Voyages d'Ulysse, une épopée qui ne lâche pas le lecteur », Marianne,‎ 10 décembre 2016 (lire en ligne).
- Serge Buch, « Les voyages d'Ulysse », sur ZOO, 6 octobre 2016.
- « La belle Odyssée d'Emmanuel Lepage », Courrier picard,‎ 4 décembre 2016.
- Mylène Moisan et Yves Bergeras, « Le livre de la semaine: Les voyages d'Ulysse », Le Quotidien,‎ 28 janvier 2017.
- Cécile Pellerin, « Les voyages d’Ulysse : Emmanuel Lepage, sur les pas du héros antique », sur ActuaLitté, 16 décembre 2016.

#### Interviews
- Emmanuel Lepage (int.), Sophie Michel (int.), L. Gianati et L. Cirade, « Les voyages d'Ulysse, ce n'est pas un livre qu'on invente mais un livre qu'on trouve », sur BD Gest', 29 novembre 2016.
- Emmanuel Lepage (int.) et Jean-Laurent Truc, « Emmanuel Lepage et Les Voyages d’Ulysse, "l’éclat bleuté du boulon bien huilé" », sur ligneclaire.info.
- Sophie Michel (int.) et Valérie Lessard, « Heureuse qui comme Salomé a pris le large », Le Soleil,‎ 26 décembre 2016 (lire en ligne).